# Parapithomyces brideliae
Parapithomyces brideliae är en svampart som beskrevs av Thaung 1976. Parapithomyces brideliae ingår i släktet Parapithomyces, divisionen sporsäcksvampar och riket svampar.   Inga underarter finns listade i Catalogue of Life.